# ديميان بيدني
ييفيم أليكسيفيتش بريدفوروف (13 أبريل 1883 - 25 ماي 1945) ((الروسية: Ефи́м Алексе́евич Придво́ров، أصد: [jɪˈfʲim ɐlʲɪˈksʲejɪvʲɪtɕ prʲɪˈdvorəf] )، مشهور أكثر ب الاسم القلمي ديميان بيدني ((الروسية: Демья́н Бе́дный، أصد: [dʲɪˈmʲjan ˈbʲednɨj] ), ديميان الفقير)، هو شاعر أوكراني سوفيتي بلشفي.

## مسيرته
ولد لعائلة متواضعة في منطقة خيرسون أوبلاست بأوكرانيا.
في سن السابعة، أخذه والده ليعيش معه في كروبيفنيتسكي، لكنه عاد مع أمه بعد ست سنوات إلى قريته الأصلية حيث عاشا في فقر مدقع.
في سن الرابعة عشرة، قام والده بتسجيله في مدرسة صحية عسكرية في كييف. في عام 1904، التحق بكلية فقه اللغة والتاريخ في جامعة سانت بطرسبرغ الحكومية. تزامنت سنوات الجامعة مع الثورة الروسية 1905. بدأ النشر في الصحف الشيوعية مثل صحيفة برافدا، وفي عام 1912 انضم إلى حزب العمال الديمقراطي الاشتراكي الروسي.

## روابط خارجية
- ديميان بيدني على موقع الموسوعة البريطانية (الإنجليزية)
- ديميان بيدني على موقع ميوزك برينز (الإنجليزية)
- Demyan Bedny. Poems
- Several biographical sketches (in Russian)
- Biography (in Russian)